# San José, Xilitla
San José är en ort i Mexiko.   Den ligger i kommunen Xilitla och delstaten San Luis Potosí, i den centrala delen av landet, 220 km norr om huvudstaden Mexico City. San José ligger 899 meter över havet och antalet invånare är 219.
Terrängen runt San José är kuperad åt nordost, men åt sydväst är den bergig. Runt San José är det ganska tätbefolkat, med 90 invånare per kvadratkilometer. Närmaste större samhälle är Villa Terrazas, 14,0 km öster om San José. I omgivningarna runt San José växer i huvudsak städsegrön lövskog.